# Jimmy Thelin
Bo Jimmy Thelin (Jönköping, Suecia, 14 de marzo de 1978) es un exjugador y entrenador de fútbol sueco. Actualmente dirige al Aberdeen de la Scottish Premiership.

## Trayectoria

### Como jugador
Thelin jugó hasta 2003 como defensa central en el IF Hagapojkarna(ahora llamado IF Haga), uno de los equipos menores locales de la ciudad de Jönköping, en el cuarto y quinto nivel del sistema de liga del fútbol sueco.

### Como entrenador
Thelin comenzó su carrera como entrenador en el FC Ljungarum durante el 2005.Este equipo recién fundado tuvo su primera temporada efectiva en 2006, dominando el campeonato de la División 6 con 17 victorias en 18 partidos en total. Permaneció en el club sueco hasta 2008, donde ganó otro campeonato. En 2009, empezó a entrenar al equipo sub-17 del Jönköpings Södra IF, antes de entrenar a los equipos sub-19 y sub-21 del mismo club.
A principios de la temporada 2014, el anterior entrenador del Södra, Mats Gren, pasó a ocupar el puesto de director deportivo del IFK Göteborg, por lo que el equipo se encontró sin técnico cuando ya había comenzado la Superettan.En ese marco, la directiva del club decidió ascenderlo como entrenador del primer equipo, y acabó la temporada en cuarta posición (el mejor resultado del club desde 1976).En la temporada siguiente, consiguió un resultado aún mejor tras llevar al equipo de nuevo a la Allsvenskan después de 46 años.
En diciembre de 2017, anunció su salida del Jönköpings Södra IF y poco tiempo después firmó un contrato de tres años con el Elfsborg.Durante su etapa con los amarillos, ocupó en dos oportunidades el segundo lugar de la Allsvenskan.
El 16 de abril de 2024, se anunció que  había sido nombrado entrenador del Aberdeen con un contrato de tres años a partir de junio de 2024.Su comienzo en el equipo escocés fue histórico después de ganar sus primeros 13 partidos en la temporada. En mayo de 2025, obtuvo la Copa de Escocia tras derrotar al Celtic en la tanda de penaltis.

## Clubes

### Como jugador
| Club            | País   | Año       |
| --------------- | ------ | --------- |
| IF Hagapojkarna | Suecia | 1995-2003 |

### Como entrenador
| Equipo                       | Div.                | Temporada           | Liga  | Liga | Liga | Liga | Liga |       | Copas | Copas | Copas | Copas |   | Internacional | Internacional | Internacional | Internacional | Internacional |   | Otros | Otros | Otros | Otros |     | Totales     | Totales | Totales | Totales | Totales | Totales | Totales | Totales |
| Equipo                       | Div.                | Temporada           | Part. | G    | E    | P    | Pos. | Part. | G     | E     | P     | Part. | G | E             | P             | Pos.          | Part.         | G             | E | P     | Part. | G     | E     | P   | Rendimiento | GF      | GC      | Dif.    |         |         |         |         |
| ---------------------------- | ------------------- | ------------------- | ----- | ---- | ---- | ---- | ---- | ----- | ----- | ----- | ----- | ----- | - | ------------- | ------------- | ------------- | ------------- | ------------- | - | ----- | ----- | ----- | ----- | --- | ----------- | ------- | ------- | ------- | ------- | ------- | ------- | ------- |
| Jönköpings Södra IF · Suecia | 2.ª                 | 2014                | 28    | 16   | 4    | 8    | 4.º  | 1     | 1     | 0     | 0     | -     | - | -             | -             | -             | -             | -             | - | -     | 29    | 17    | 4     | 8   | 63.22%      | 60      | 38      | +22     |         |         |         |         |
| Jönköpings Södra IF · Suecia | 2.ª                 | 2015                | 30    | 19   | 6    | 5    | 1.º  | 4     | 3     | 0     | 1     | -     | - | -             | -             | -             | -             | -             | - | -     | 34    | 22    | 6     | 6   | 70.59%      | 61      | 33      | +28     |         |         |         |         |
| Jönköpings Södra IF · Suecia | 1.ª                 | 2016                | 30    | 8    | 11   | 11   | 12.º | 4     | 1     | 1     | 2     | -     | - | -             | -             | -             | -             | -             | - | -     | 34    | 9     | 12    | 13  | 38.23%      | 34      | 43      | -9      |         |         |         |         |
| Jönköpings Södra IF · Suecia | 1.ª                 | 2017                | 30    | 6    | 12   | 12   | 14.º | 1     | 1     | 0     | 0     | -     | - | -             | -             | -             | 2             | 0             | 1 | 1     | 33    | 7     | 13    | 13  | 34.34%      | 35      | 51      | -16     |         |         |         |         |
| Jönköpings Södra IF · Suecia | Total               | Total               | 118   | 49   | 33   | 36   | -    | 10    | 6     | 1     | 3     | -     | - | -             | -             | -             | 2             | 0             | 1 | 1     | 130   | 55    | 35    | 40  | 51.28%      | 190     | 165     | +25     |         |         |         |         |
| Elfsborg · Suecia            | 1.ª                 | 2018                | 30    | 7    | 9    | 14   | 12.º | 3     | 2     | 0     | 1     | -     | - | -             | -             | -             | -             | -             | - | -     | 33    | 9     | 9     | 15  | 36.36%      | 37      | 45      | -8      |         |         |         |         |
| Elfsborg · Suecia            | 1.ª                 | 2019                | 30    | 11   | 10   | 9    | 8.º  | 1     | 1     | 0     | 0     | -     | - | -             | -             | -             | -             | -             | - | -     | 31    | 12    | 10    | 9   | 49.46%      | 48      | 46      | +2      |         |         |         |         |
| Elfsborg · Suecia            | 1.ª                 | 2020                | 30    | 12   | 15   | 3    | 2.º  | 5     | 3     | 0     | 2     | -     | - | -             | -             | -             | -             | -             | - | -     | 35    | 15    | 15    | 5   | 57.15%      | 56      | 42      | +14     |         |         |         |         |
| Elfsborg · Suecia            | 1.ª                 | 2021                | 30    | 17   | 4    | 9    | 4.º  | 4     | 3     | 0     | 1     | 6     | 4 | 1             | 1             | 4.ªR          | -             | -             | - | -     | 40    | 24    | 5     | 11  | 64.17%      | 78      | 47      | +31     |         |         |         |         |
| Elfsborg · Suecia            | 1.ª                 | 2022                | 30    | 13   | 10   | 7    | 6.º  | 5     | 4     | 0     | 1     | 2     | 0 | 0             | 2             | 2.ªR          | -             | -             | - | -     | 37    | 17    | 10    | 10  | 54.96%      | 74      | 46      | +28     |         |         |         |         |
| Elfsborg · Suecia            | 1.ª                 | 2023                | 30    | 20   | 4    | 6    | 2.º  | 1     | 1     | 0     | 0     | -     | - | -             | -             | -             | -             | -             | - | -     | 31    | 21    | 4     | 6   | 72.04%      | 61      | 26      | +35     |         |         |         |         |
| Elfsborg · Suecia            | 1.ª                 | 2024                | 13    | 5    | 1    | 7    | Inc. | 3     | 1     | 1     | 1     | -     | - | -             | -             | -             | -             | -             | - | -     | 16    | 6     | 2     | 8   | 45.1%       | 27      | 25      | +2      |         |         |         |         |
| Elfsborg · Suecia            | Total               | Total               | 193   | 85   | 53   | 55   | -    | 22    | 15    | 1     | 6     | 8     | 4 | 1             | 3             | -             | -             | -             | - | -     | 223   | 104   | 55    | 64  | 54.86%      | 381     | 277     | +104    |         |         |         |         |
| Aberdeen Escocia             | 1.ª                 | 2024-25             | 38    | 15   | 8    | 15   | 5.º  | 12    | 10    | 1     | 1     | -     | - | -             | -             | -             | -             | -             | - | -     | 50    | 25    | 9     | 16  | 56%         | 81      | 71      | +10     |         |         |         |         |
| Aberdeen Escocia             | 1.ª                 | 2025-26             | 2     | 0    | 0    | 2    | -    | 1     | 1     | 0     | 0     | 0     | 0 | 0             | 0             | -             | -             | -             | - | -     | 3     | 1     | 0     | 2   | 33.33%      | 3       | 4       | -1      |         |         |         |         |
| Aberdeen Escocia             | Total               | Total               | 40    | 15   | 8    | 17   | -    | 13    | 11    | 1     | 1     | 0     | 0 | 0             | 0             | -             | -             | -             | - | -     | 53    | 26    | 9     | 18  | 54.72%      | 84      | 75      | +9      |         |         |         |         |
| Total en su carrera          | Total en su carrera | Total en su carrera | 351   | 149  | 94   | 108  | -    | 45    | 32    | 3     | 10    | 8     | 4 | 1             | 3             | -             | 2             | 0             | 1 | 1     | 406   | 185   | 99    | 122 | 53.7%       | 655     | 517     | +138    |         |         |         |         |
| 1. 2. 3.                     |                     |                     |       |      |      |      |      |       |       |       |       |       |   |               |               |               |               |               |   |       |       |       |       |     |             |         |         |         |         |         |         |         |

#### Resumen por competiciones
| Competición                 | Partidos | Ganados | Empatados | Perdidos | %      | Resultado    |
| --------------------------- | -------- | ------- | --------- | -------- | ------ | ------------ |
| Superettan                  | 58       | 35      | 10        | 13       | 66.09% | Campeón      |
| Allsvenskan                 | 255      | 99      | 77        | 79       | 48.89% | Subcampeón   |
| Copa de Suecia              | 32       | 21      | 2         | 9        | 67.71% | Semifinales  |
| Scottish Premiership        | 40       | 15      | 8         | 17       | 44.17% | 5.º lugar    |
| Copa de Escocia             | 5        | 4       | 1         | 0        | 86.67% | Campeón      |
| Copa de la Liga de Escocia  | 8        | 7       | 0         | 1        | 87.5%  | Semifinales  |
| Liga Conferencia de la UEFA | 8        | 4       | 1         | 3        | 54.17% | Cuarta ronda |
| TOTAL                       | 406      | 185     | 99        | 122      | 53.7%  | 2 Títulos    |

## Palmarés

### Como entrenador

#### Campeonatos nacionales
| Título          | Club                | País    | Año     |
| --------------- | ------------------- | ------- | ------- |
| Superettan      | Jönköpings Södra IF | Suecia  | 2015    |
| Copa de Escocia | Aberdeen            | Escocia | 2024-25 |